# Benjamin Mkapa
Benjamin William Mkapa (12 de novembro de 1938 – Dar es Salaam, 24 de julho de 2020) foi um político tanzaniano. Foi o terceiro presidente da Tanzânia de 1995 até 2005.

## Biografia
Mkapa concluiu o ensino fundamental e médio na Tanzânia e continuou seus estudos na Universidade Makerere, obtendo o bacharelado com honras (1962) e mestrado em relações internacionais pela Universidade Columbia (1963).
Ele se casou com Anna Mkapa e teve três filhos.
Sua carreira na administração local se iniciou em Dodoma, onde foi nomeado Oficial Distrital em 1962. Tornou-se Oficial do Serviço Exterior no final daquele ano. Em 1966, Mkapa iniciou sua longa carreira no jornalismo. Durante as décadas de 1960 e 1970, atuou como editor-chefe dos principais jornais da Tanzânia, The Nationalist, Uhuru, The Daily News e The Sunday News.
Em 1974, foi nomeado Secretário de Imprensa do Presidente Mwalimu Julius Kambarage Nyerere, cargo que ocupou por dois anos. Em 1976, tornou-se o editor fundador da Agência de Notícias da Tanzânia (SHIHATA). Ainda nesse ano, tornou-se Alto Comissário na Nigéria e depois Ministro das Relações Exteriores (de 1977 a 1980). Em seguida, Mkapa assumiu como Ministro da Informação e Cultura (1980-1982), voltando a carreira diplomática como Alto Comissário no Canadá e, entre 1983 e 1984, como Embaixador nos Estados Unidos.
Retornou ao país em 1984, onde foi novamente nomeado deputado e Ministro das Relações Exteriores, até 1990; novamente Ministro da Informação e Radiodifusão (1990-1992); e depois Ministro da Ciência, Tecnologia e Ensino Superior, até ser eleito presidente em 1995 e presidente do seu partido, Chama Cha Mapinduzi (1996-2006). Foi reeleito presidente em 2000 para um novo mandato de cinco anos.
Fundou o Escritório Anticorrupção e durante seu mandato promoveu uma política econômica visando reduzir a dívida externa do país; entre outras medidas, realizou diversas privatizações reconhecidas pelo Banco Mundial e o Fundo Monetário Internacional. No entanto, ele foi criticado por não cumprir rigorosamente suas promessas de combater a corrupção e por ter incorrido em gastos exorbitantes e injustificáveis.
O presidente foi um participante ativo na cooperação econômica regional dentro da Comunidade da África Oriental e da Comunidade de Desenvolvimento da África Austral, da qual foi presidente em 2003/2004. Em janeiro de 2002, o presidente Mkapa foi nomeado, juntamente com a presidente da Finlândia, Tarja Halonen, copresidente da Comissão Mundial sobre a Dimensão Social da Globalização. Em março de 2004, foi nomeado um dos comissários da Comissão para a África, criada pelo então primeiro-ministro britânico, Tony Blair. Após o fim de seu mandato, ele continuou como presidente do partido no poder, o CCM, até junho de 2006, quando entregou a presidência ao seu sucessor, o Presidente Jakaya Kikwete.
Mkapa foi alvo de inúmeras acusações de corrupção, entre elas a de ter se apropriado indevidamente, para si e para seu ex-ministro das Finanças, Daniel Yona, da lucrativa mina de carvão de Kiwira, nas terras altas do sul da Tanzânia, sem seguir os procedimentos legais. Por ter privatizado a mina para si, foi acusado de violar a Constituição da Tanzânia, que não permite que um presidente faça negócios na sede do governo.
Mkapa continuou a servir em diversos compromissos internacionais, entre eles, foi copresidente do Fundo para o Clima de Investimento para África. A partir de outubro de 2006, preside o South Centre e foi presidente do Fórum de Mercados Emergentes (Região da África). Foi membro do Painel de Personalidades Eminentes nomeado pelo Secretário-Geral da UNCTAD (2005) para revisar e aprimorar o papel da UNCTAD nas reformas das Nações Unidas. Também foi membro do painel nomeado pelo Secretário-Geral das Nações Unidas em 2006 para revisar as reformas das Nações Unidas sobre a coerência sistêmica em meio ambiente, assistência humanitária e desenvolvimento. Atuou no conselho de curadores da African Wildlife Foundation e também como Comissário da Comissão das Nações Unidas para o Empoderamento Legal dos Pobres (2006-2008). Mkapa foi administrador da Universidade Aga Khan de 2007 a 2012.
Mkapa liderou mediações para resolver conflitos nas áreas da África Oriental. Ele fez parte dos mediadores que intervieram para resolver o conflito pós-eleitoral no Quênia (2007–2008). Participou do grupo que supervisionou o referendo de 2010 para autodeterminação no Sudão do Sul. Cinco anos depois, ele interveio para resolver a crise decorrente das eleições de 2015 no Burundi.
Morreu no dia 24 de julho de 2020 no hospital em Dar es Salaam, aos 81 anos, conforme anunciado na televisão estatal pelo presidente John Magufuli. Ele declarou sete dias de luto oficial. O presidente Uhuru Kenyatta, do Quênia, declarou luto de três dias.

## Honras
- 1998, Doutor Honoris Causa, Universidade Sōka, Japão[2][3]
- 1999, Doutor Honoris Causa, Morehouse College, EUA[2][3]
- 2003, Doutor Honoris Causa, Universidade Aberta da Tanzânia[2][3]
- 2005, Doutor Honoris Causa, Universidade Nacional do Lesoto[10]
- 2005, Doutor Honoris Causa, Universidade Kenyatta, Quênia[11]
- 2005, Chefe da Ordem do Coração de Ouro, pelo presidente Mwai Kibaki, Quênia[12]
- 2006, Doutor Honoris Causa, Universidade de Dar es Salaam, Tanzânia[2][3]
- 2007, Doutor Honoris Causa, Universidade de Newcastle, Reino Unido[13]
- 2007, Prêmio de Liderança Global do Jane Goodall Institute por sua liderança em conservação[3]
- 2008, Doutor Honoris Causa, Universidade de Cape Coast, Gana[14]
- 2009, Doutor Honoris Causa em Direito, Universidade Makerere[2]
- 2011, Ordem de Mwalimu Julius Kambarage Nyerere, Tanzânia[15]